# Mariano Comense
Mariano Comense är en ort och kommun i provinsen Como i regionen Lombardiet i Italien. Kommunen hade 25 191 invånare (2018).